# Să nu trezești podeaua-privighetoare
Să nu trezești podeaua-privighetoare (2002) (titlu original Across the Nightingale Floor) este prima carte din seria Legendele clanului Otori scrisă de Lian Hearn. Acțiunea acoperă o perioadă de un an, de la salvarea lui Tomasu de către Shigeru, continuând cu adoptarea lui ca Otori Takeo, călătoria la Inuyama, trădarea și acceptarea de către Takeo a revendicării Tribului asupra sa.

## Intriga
Să nu trezești podeaua-privighetoare are loc într-o Japonie feudală fictivă și povestește întâmplările prin care trec băiatul de șaisprezece ani Tomasu și fata de cincisprezece ani Kaede. 
Tomasu, membru prin naștere al celor cunoscuți sub numele de Hidden, se întoarce acasă după o escapadă în munți și își găsește familia măcelărită. Încercând să scape, îl dă jos de pe cal pe Iida Sadamu, conducătorul clanului Tohan, cel care i-a măcelărit pe Hiddenii. Urmărit de oamenii lui Iida, Tomasu este salvat de Seniorul Shigeru din clanul Otori. Shigeru îl ia pe Tomasu sub protecția sa și îl adoptă, schimbându-i numele în Takeo pentru a nu-și trăda originile de Hidden. Pe drum, Takeo își pierde vocea pentru o vreme, în timp ce auzul său devine supraomenesc. 
Călătorind spre casa lui Shigeru, cei doi poposesc la un han în care o întâlnesc pe Maruyama Naomi, puternica femeie conducătoare a clanului Seishuu. Se dovedește că Doamna Maruyama se împotrivește persecuției Hiddenilor și îi cere lui Takeo să îi povestească despre măcel. În timpul nopții, în timp ce stătea în camera lui, Takeo aude cum Doamna Maruyama și Seniorul Shigeru își împărtășesc dragostea reciprocă.
După ce Takeo îi salvează viața lui Shigeru, cu ajutorul auzului său deosebit, perechea ajunge la Hagi, casa celui din urmă, unde Takeo este întâmpinat cu uimire de un bătrân pe nume Chiyo și de fostul profesor al lui Shigeru, Ichiro. Takeo este acceptat cu mare greutate de către cei de acasă și, ulterior, Shigeru primește permisiunea de a-l adopta, cu condiția să se însoare cu Shirakawa Kaede, cea mai frumoasă fecioară din Cele Trei Țări. Cu toate acestea, Takeo se află permanent sub amenințarea fiilor unchilor lui Shigeru, care încearcă să îl omoare în timpul antrenamentelor zilnice. Când Takeo îl întâlnește pe Muto Kenji, conducătorul clanului Muto, află că tatăl său a fost cel mai priceput asasin al clanului Kikuta, cea mai puternică familie din Trib. În toamna aceluiași an, în timp ce se strecoară din casă ca să viziteze Hagi, Takeo întâlnește un neguțător care îl cunoștea de pe vremea când trăia alături de familia lui, ca Hidden, dar neagă orice legătură cu acel trecut. Când sosește vremea, Shigeru, Takeo și ceilalți încep pregătirile pentru călătoria către Tsuwano, unde urmează să o întâlnească pe viitoarea soție a lui Shigeru, Shirakawa Kaede.
La Tsuwano o întâlnesc pe Kaede (ținută ostatică de clanul Noguchi de la vârsta de șapte ani, hărțuită de gărzi și cu onoarea salvată de căpitanul Arai), aflată sub protecția Doamnei Maruyama (cu care Shigeru are o relație secretă de aproape 10 ani) și a nepoatei lui Kenji, Shizuka, care e pe jumătate Muto, pe jumătate Kikuta. Takeo și Kaede se îndrăgostesc la prima vedere. Ajunși la templul din Terayama, Shigeru se oprește să viziteze mormântul fratelui său să discute cu abatele despre planurile de a răsturna dominația Tohanilor. Cu Arai ridicând o armată dinspre vest, Shigeru vrea ca Takeo să îl asasineze pe conducătorul clanului Tohan, Iida. Acesta este protejat de o podea care cântă ca o privighetoare atunci când cineva calcă pe ea, ceea ce face asasinatul aproape imposibil, dar Takeo s-a antrenat pentru a păcăli acest gen de podele. Totuși, Tribul consideră că riscul la care se expune este prea mare și îl răpește, pentru a-l ajuta să își termine antrenamentul și să devină unul de-al lor. Trădarea iese la iveală, iar Shigeru este crucifiat pe zidul castelului din Inuyama, în timp ce Doamna Maruyama și fiica ei se îneacă, încercând să evadeze. Takeo face un târg cu Tribul: i se va alătura, dacă îl lasă să dea jos trupul lui Shigeru de pe zidul castelului. Alături de Kenji și Yuki, Takeo pătrunde în castel în noaptea aceea, recuperând corpul lui Shigeru, apoi pleacă să îl ucidă pe Iida. Spre surprinderea lui, acesta este omorât de Kaede, pe care Iida încercase să o violeze. Trupul lui Shigeru este dus la Terayama, pentru a fi îngropat, împreună cu capul dușmanului său, Iida. Arai cucerește Inuyama și dorește ca Takeo să îi devină aliat, deoarece, ca fiu al lui Shigeru, a devenit moștenitorul clanului Otori. Deși asta i-ar permite să rămână alături de iubita lui, Kaede, Takeo decide să respecte târgul făcut cu Tribul și pleacă alături de membrii acestuia

## Premii
2004 Deutscher Jugendliteraturpreis